# 富山県道285号西勝寺福野線
富山県道285号西勝寺福野線（とやまけんどう285ごう さいしょうじふくのせん）は、富山県南砺市内を通る一般県道（富山県道）である。

## 概要

### 路線データ
- 起点：富山県南砺市川西字北谷2581の1[1]（＝富山県道42号小矢部福光線交点)
- 終点：富山県南砺市寺家1135の1[1]（＝富山県道20号砺波福光線交点）

### 路線状況
起点は富山県道42号小矢部福光線の小森谷トンネルの福光側入口の手前にあり、国道304号の旧道区間(旧蔵原トンネル)との交点の脇にあるダートが当路線への進入経路となる。
起点から約1kmは藪が生い茂る狭隘未改良区間である。この区間は事実上通年通行止めで、廃道状態である。
南砺市七村滝寺からは片側1車線の舗装道路が現れ、同市岩木の岩木公民館のあたりで山間部から平野部に出る。
起点からここまでの2.7kmの区間は冬季閉鎖となり、交通量もほぼ皆無で先述の狭隘未改良区間があるため、グーグルマップ等の地図上では表示されていない。
岩木公民館そばの交差点から終点までは砺波平野の散村を片側1車線の舗装道路で抜ける。

## 歴史
- 1960年（昭和35年）4月23日：路線認定[1][3]。

## 地理

### 通過する自治体
- 富山県南砺市

### 接続道路
- 富山県道42号小矢部福光線（南砺市川西：起点）
- 富山県道48号福光福岡線（南砺市岩木・荊波橋西詰）
- 富山県道20号砺波福光線（南砺市寺家：終点）

### 周辺
- 小矢部川
- 東海北陸自動車道
- JR城端線
- 富山県技術専門学院砺波センター
- 富山県砺波土木センター